# فیدلیتی اینترنشنال
فیدلیتی اینترنشنال (انگلیسی: Fidelity International) شرکت خدمات مالی آمریکایی برمودایی است، که در سال ۱۹۶۹ توسط ادوارد جانسون سوم تأسیس شد.